# Antha
Antha is een geslacht van vlinders van de familie uilen (Noctuidae), uit de onderfamilie Acronictinae.

## Soorten
- Antha grata Butler, 1881
- Antha rotunda Hampson, 1895